# Мбемба, Нолан
Нола́н Мбемба́ (фр. Nolan Mbemba; 19 февраля 1995, Амьен) — французский и конголезский футболист, полузащитник клуба «Гренобль».

## Клубная карьера
Нолан Мбемба является воспитанником футбольной академии французского клуба «Лилль», где он начал играть с 2012 за вторую команду клуба в Национальном дивизионе 2. Сезон 2014/15 футболист провёл в аренде в бельгийском «Мускроне» в турнире Лига Жюпиле. Вернувшись во Францию, Мбемба провёл одну игру в основе «Лилля» в чемпионате Франции 21 ноября 2015 года против «Труа».
По завершении контракта с французским клубом, летом 2016 как свободный агент Мбемба перебрался в Португалию, где провёл один сезон, играя за вторую команду «Витория Гимарайнш».
В 2017 году полузащитник вернулся во Францию, в клуб Лиги 2 «Реймс». С которым уже в первом сезоне выиграл турнир Лиги 2. В 2020 году Мбемба стал игроком «Гавра», с которым также выиграл Лигу 2 2022/23 годов.

## Карьера в сборной
2 сентября 2021 в матче квалификации к чемпионату мира 2022 против команды Намибии Нолан Мбемба дебютировал в составе национальной сборной Республики Конго.